# Auger Hill
Auger Hill är en kulle i Antarktis. Den ligger i Östantarktis. Nya Zeeland gör anspråk på området. Toppen på Auger Hill är 362 meter över havet.
Terrängen runt Auger Hill är varierad. Trakten är obefolkad. Det finns inga samhällen i närheten.